# Sistema Colégio Militar do Brasil
O Sistema Colégio Militar do Brasil (SCMB) é uma rede de ensino militar pública vinculada ao Exército Brasileiro, gerida pela Diretoria de Educação Preparatória e Assistencial (DEPA), subordinada ao Departamento de Educação e Cultura do Exército (DECEX). Composto por 15 colégios militares distribuídos pelo Brasil, o SCMB oferece ensino fundamental II (6º ao 9º ano) e ensino médio (1º ao 3º ano), com foco em excelência acadêmica, disciplina, formação cívico-patriótica e instrução de voo.[carece de fontes?] Em 2023, atendia cerca de 33.000 alunos, com concursos anuais que atraem, em média, 22.000 candidatos.

## História

### Origens e fundação
A ideia de criar colégios militares no Brasil surgiu no início do século XIX, com propostas de amparo educacional aos filhos de militares. Em 1840, durante o Período Regencial, Araújo Lima sugeriu o "Colégio Militar do Imperador", mas o projeto não foi adiante. O Duque de Caxias defendeu a criação de uma escola para órfãos de militares em 1853 e 1862, sensibilizado pelas dificuldades das famílias durante a Guerra do Paraguai, mas também sem sucesso imediato.
O SCMB foi oficialmente fundado em 6 de maio de 1889, com o Decreto nº 10.202, que criou o Imperial Colégio Militar na Corte, por iniciativa do Conselheiro Tomás Coelho. Após a Proclamação da República, a instituição passou a ser chamada Colégio Militar do Rio de Janeiro (CMRJ), tornando-se a unidade fundadora do sistema.

### Expansão e desafios
No início do século XX, o SCMB expandiu-se com a criação dos Colégios Militares de Porto Alegre e Barbacena (1912) e do Ceará (1919). Contudo, enfrentou dificuldades: emendas orçamentárias em 1915 e 1916 tentaram extinguir os colégios, mas foram revertidas com apoio do Senador Abdias Neves e do General José Caetano de Faria. Ainda assim, Barbacena foi fechado em 1925, e Porto Alegre e Ceará, em 1938, restando apenas o CMRJ.
A expansão foi retomada em 1955, sob o Ministro Henrique Teixeira Lott, com a fundação do Colégio Militar de Belo Horizonte (1955), Colégio Militar de Salvador (1957), Colégio Militar de Curitiba (1958) e Colégio Militar do Recife (1959). Porto Alegre e Fortaleza foram reabertos em 1962. Na década de 1970, foram criados o Colégio Militar de Manaus (1971) e o Colégio Militar de Brasília (1978).

### Consolidação e modernização
Entre 1988 e 1995, sob o General Zenildo de Lucena, os colégios de Belo Horizonte, Salvador, Curitiba e Recife foram reativados, e novos foram criados: Colégio Militar de Juiz de Fora, Colégio Militar de Campo Grande (1993) e Colégio Militar de Santa Maria (1994). Em 1989, o SCMB foi o primeiro do sistema a adotar as aulas iniciais de aviação militar para os alunos a partir do 2º ano do EM e passou a admitir mulheres, com a primeira turma feminina concluindo o ensino em 1995.
Nos últimos anos, o sistema ampliou-se com o Colégio Militar de Belém (2015), Colégio Militar de São Paulo (2018, com aulas a partir de 2020) e Colégio Militar da Vila Militar (2022, inaugurado em 2023).

## Diretoria de Educação Preparatória e Assistencial (DEPA)
A Diretoria de Educação Preparatória e Assistencial (DEPA) é o órgão do Exército Brasileiro responsável pela gestão do SCMB. Criada em 7 de fevereiro de 1973 pelo Decreto nº 71.823, a DEPA tem sede em Brasília e é subordinada ao Departamento de Educação e Cultura do Exército (DECEX). Seu objetivo é coordenar as atividades educacionais e assistenciais dos colégios militares, garantindo a uniformidade do ensino e a aplicação do Regulamento dos Colégios Militares (Portaria C Ex nº 1.714 de 2022).
Desde 2017, a DEPA ostenta a denominação histórica "Diretoria Barão Homem de Melo", em homenagem a Francisco Inácio Marcondes Homem de Melo, educador e político do Império, conforme a Portaria nº 087 de 7 de fevereiro de 2017. Além do SCMB, a DEPA supervisiona a Fundação Osório, um estabelecimento assistencial, desde 2021.

## Composição

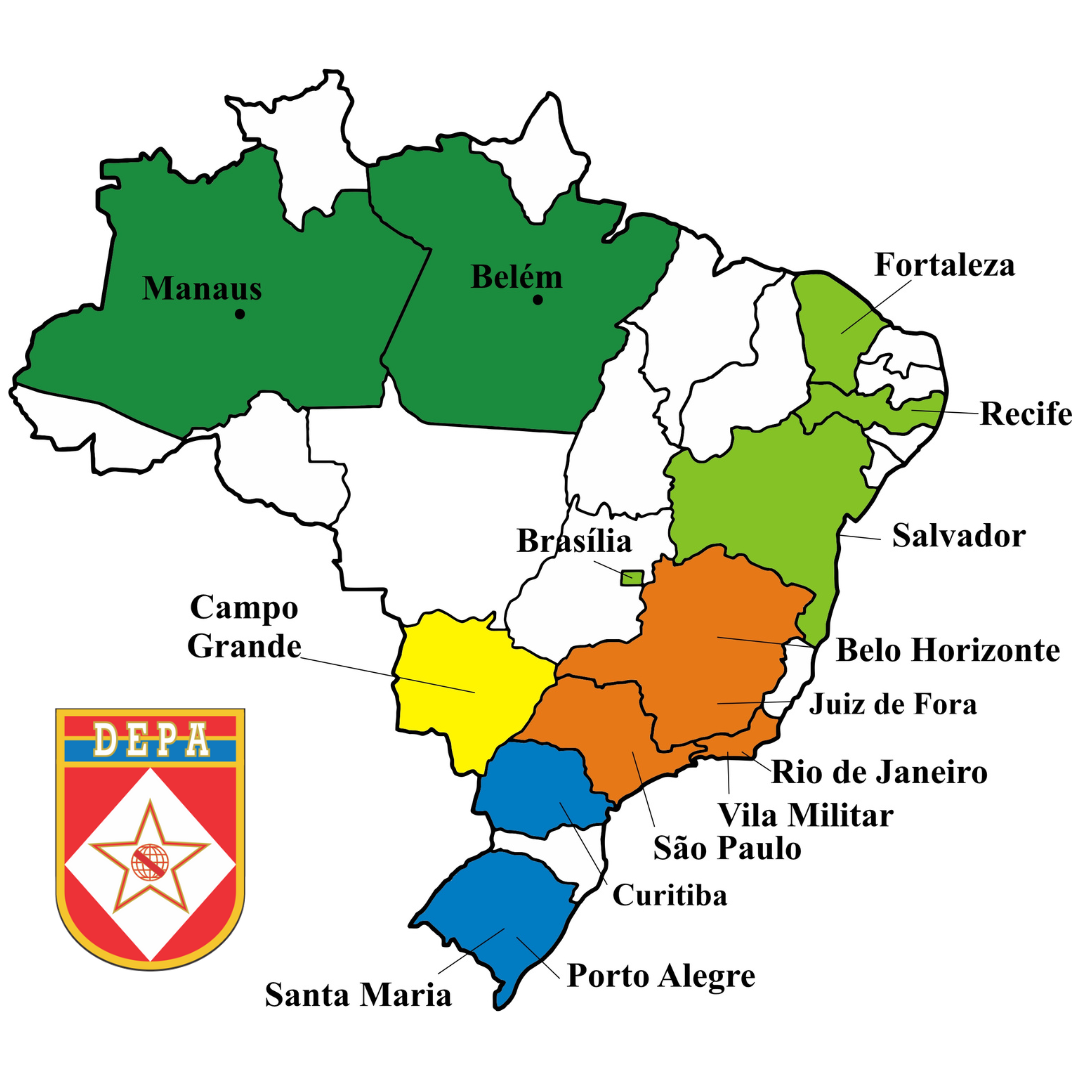
Localização dos Colégios Militares pelo Brasil

Em abril de 2025, o SCMB é formado por 15 colégios militares:
- Colégio Militar de Belém
- Colégio Militar de Belo Horizonte
- Colégio Militar de Brasília
- Colégio Militar de Campo Grande
- Colégio Militar de Curitiba
- Colégio Militar de Fortaleza
- Colégio Militar de Juiz de Fora
- Colégio Militar de Manaus
- Colégio Militar de Porto Alegre
- Colégio Militar do Recife
- Colégio Militar do Rio de Janeiro
- Colégio Militar de Salvador
- Colégio Militar de Santa Maria
- Colégio Militar de São Paulo
- Colégio Militar da Vila Militar

A Fundação Osório, embora supervisionada pela DEPA, não é considerada um colégio militar, mas um estabelecimento assistencial.

## Estrutura e funcionamento

### Objetivos
O SCMB tem duas funções principais: assistencial, amparando dependentes de militares, e preparatória, formando alunos para vestibulares civis e carreiras nas Forças Armadas do Brasil, como na Academia Militar das Agulhas Negras (AMAN), Instituto Militar de Engenharia (IME), Escola Naval (EN) e Instituto Tecnológico de Aeronáutica (ITA). Os colégios operam em regime de externato, com turnos matutino ou vespertino.

### Corpo docente

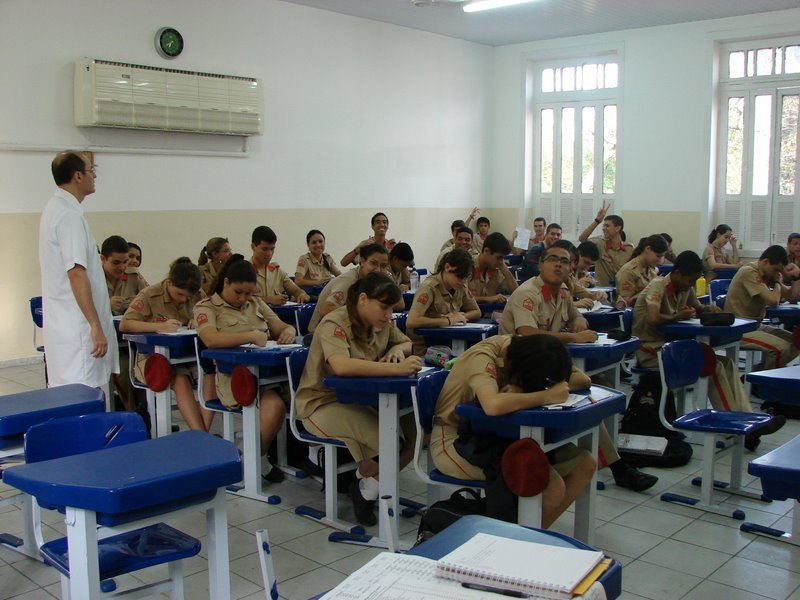
Aula no Colégio Militar do Rio de Janeiro, ministrada por docente do Magistério do Exército

O corpo docente do SCMB integra o Magistério do Exército, composto por:
- Quadro Complementar de Oficiais (QCO): Militares de carreira com formação superior.
- Professores Civis Permanentes: Contratados por concurso público.
- Oficiais Técnicos Temporários (OTT) e Prestadores de Tarefa por Tempo Certo (PTTC): Contratados temporariamente.

Em 2023, o SCMB contava com cerca de 2.000 docentes.

### Processo seletivo
O ingresso ocorre por concursos anuais para o 6º ano do ensino fundamental e o 1º ano do ensino médio, com provas de Matemática e Português, seguidas de exames médicos. Dependentes de militares têm vagas reservadas por amparo legal. Em 2024, foram ofertadas cerca de 2.000 vagas, com concorrência média de 11 candidatos por vaga.

### Educação a distância
Desde 2001, o Curso Regular de Educação a Distância (CREAD), coordenado pelo Colégio Militar de Manaus, atende dependentes de militares em regiões remotas, como o Comando Militar da Amazônia (CMA), oferecendo ensino do 6º ao 9º ano e do 1º ao 3º ano.

## Uniformes
Os uniformes do SCMB incluem:

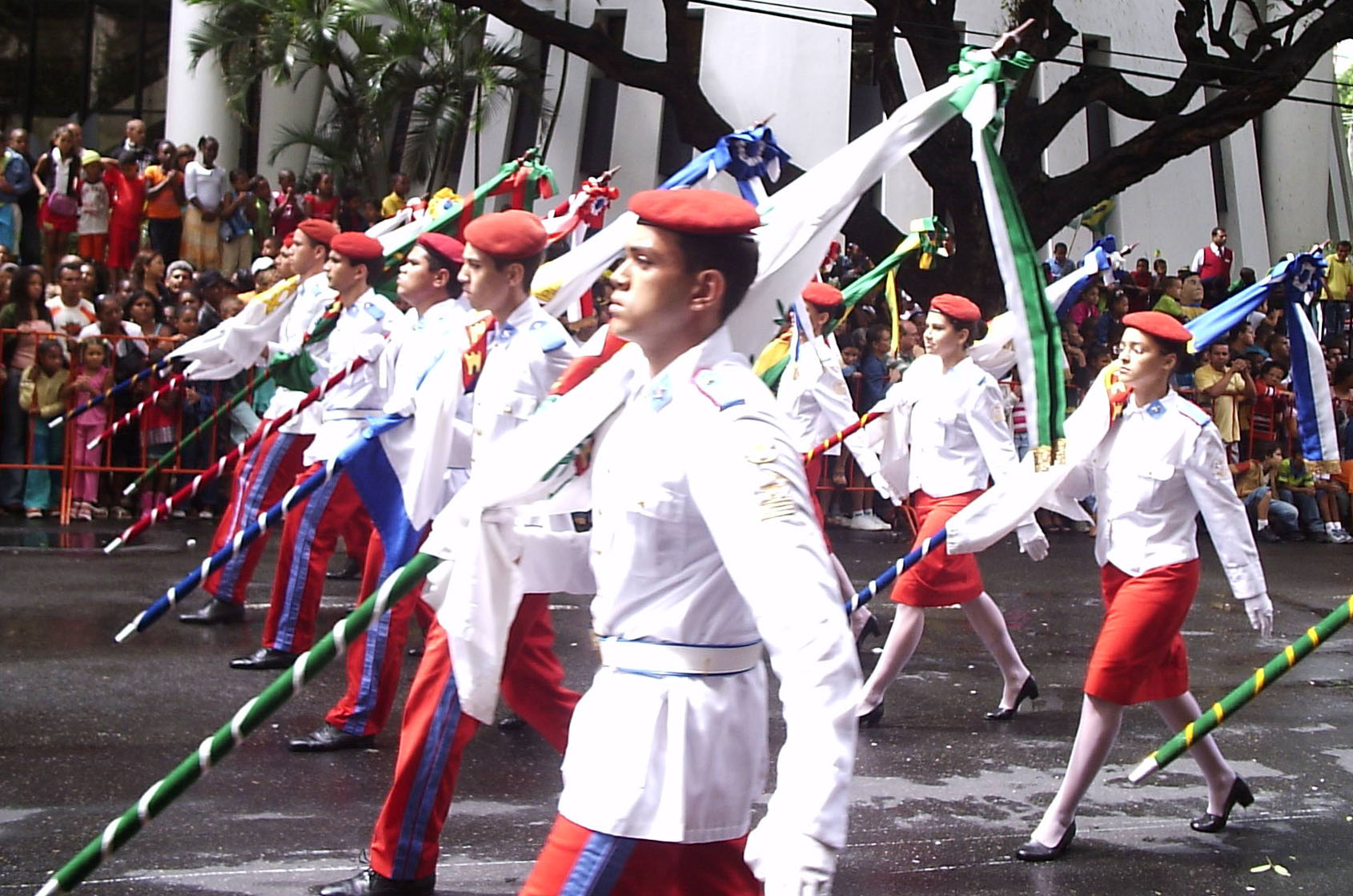
Desfile do Colégio Militar de Salvador com o Uniforme de Gala

- Uniforme de Gala (1ªA/CM): Túnica branca, calça ou saia garança, boina, usado em eventos cívicos como o Dia da Independência do Brasil.
- Uniforme Garança: Camisa cáqui, calça ou saia garança, boina, para ocasiões especiais.
- Uniforme Diário: Camisa e calça cáqui, boina, para o dia a dia.
- Abrigos Desportivos: Variáveis por colégio, usados em atividades físicas
- Macacão de voo: Traje anti-G, Capacete e Calçado especial (usado só em ocasião de instrução de voo)[carece de fontes?]

## Tradições

### Saudação escolar
O "Zum Zaravalho" é o grito de guerra do SCMB, originado no CMRJ, possivelmente na década de 1920, por iniciativa do Tenente Japyr, professor de Educação Física. Entoado em formaturas e competições, sua origem é incerta, podendo ter sido influenciado por gritos portugueses ou de torcidas esportivas.

“E ao Colégio, tudo ou nada?

Tudo!

Então como é? Como é que é?

Zum, zaravalho, opum, zarapim, zoqüé,

Oqüé-qüé, oqüé-qüé, ZUM!

Pinguelim, pinguelim, pinguelim.

Zunga, zunga, zunga.

Cate marimbáu, cate marimbáu,

Eixáu, eixáu. Colégio!”

## Desempenho acadêmico
O SCMB destaca-se em avaliações educacionais. No Índice de Desenvolvimento da Educação Básica (IDEB), os colégios apresentam médias acima da nacional, frequentemente superando 6,0 nos anos finais do ensino fundamental e 5,2 no ensino médio, contra metas nacionais de 5,5 e 5,2, respectivamente. No Exame Nacional do Ensino Médio (ENEM), entre 2013 e 2016, as médias variaram de 609,65 (CMM, 2015) a 682,40 (CMBH, 2016), superando significativamente a média nacional (cerca de 500-550). Os colégios têm altas taxas de aprovação em vestibulares militares e civis, como UFMG, USP e Unicamp. Segundo Silva (2018), esse desempenho reflete a qualidade docente, a disciplina militar e o Projeto Pedagógico do SCMB, alinhado à Lei de Diretrizes e Bases da Educação Nacional (LDB) e ao Plano Nacional de Educação (PNE).
Nogueira (2014) destaca que o ethos militar, baseado em hierarquia e disciplina, permeia o currículo e contribui para a formação integral dos alunos. Sarkis (2019) argumenta que valores éticos como patriotismo, responsabilidade e mérito, sistematizados no Projeto Valores, são fatores-chave para o sucesso acadêmico e cívico.

## Gestão educacional
Souza (s.d.) aponta o SCMB como referência na gestão educacional da rede federal brasileira, destacando a centralização administrativa pela DEPA, o planejamento pedagógico uniforme e a valorização docente como pilares de sua eficácia. A gestão é orientada por metas como turmas de até 30 alunos, acessibilidade e combate ao fracasso escolar, conforme o Projeto Pedagógico do SCMB.

## Controvérsias
Em 2015, a DM Revista publicou denúncias de supostos casos de abuso sexual em colégios militares, incluindo o de São Paulo, levantando debates sobre segurança e supervisão nas unidades do SCMB. O Exército investigou as alegações, mas os resultados não foram amplamente divulgados.